# Campeonato Alagoano de Futebol de 2019 - Segunda Divisão
O Campeonato Alagoano de Futebol - Segunda Divisão de 2019 foi a 33º edição da divisão de acesso do campeonato profissional de clubes de futebol do estado de Alagoas. O campeão disputará a Campeonato Alagoano de Futebol de 2020.

## Previsões do Campeonato
Com as novas medidas tomadas pela Federação Alagoana de Futebol de profissionalizar cada vez mais o futebol de Alagoas, muitos clubes tradicionais do Estado correm atrás de se adequar às exigências e participar do certame..

## Formato e Regulamento
A Segunda Divisão do Campeonato Alagoano 2019 foi disputado em fase única:
As Entidades de Prática jogam em sistema de ida, perfazendo um total de 5 (cinco) jogos para cada. Ao final dessa fase, as Entidades de Prática ficarão classificadas da 1ª a 5ª colocação, o primeiro colocado será declarado campeão (ã) e estará qualificado para disputar o Campeonato Alagoano 2020. Em caso de empate em pontos ganhos entre duas ou mais Entidades de Prática na Fase Única, o desempate para efeito de classificação, será efetuado observando os seguintes critérios abaixo:

### Critérios de desempate
Em caso de empate por pontos entre dois ou mais clubes, os critérios de desempate são aplicados na seguinte ordem:
1. Número de vitórias;
2. Saldo de gols;
3. Gols pró;
4. Confronto direto;
5. Menor número de cartões vermelhos;
6. Menor número de cartões amarelos;
7. Sorteio.

## Equipes Participantes
Abaixo a lista dos clubes interessados em participar do campeonato que acontecerá no segundo semestre de 2019. As equipes terão sua participação confirmada pela Federação Alagoana de Futebol e poderá haver desistência de algum clube até o inicio da competição.
| Baixa | Equipe rebaixada da Primeira Divisão de 2018 |

- O Miguelense foi excluído da competição porque não registrou no mínimo 11 jogadores, seguindo o regulamento oficial da competição.

## Primeira Fase

### Classificação
| Pos | Times               | Pts | J | V | E | D | GP | GC | SG |
| --- | ------------------- | --- | - | - | - | - | -- | -- | -- |
| 1   | CSE                 | 7   | 4 | 2 | 1 | 1 | 4  | 1  | +3 |
| 2   | Zumbi               | 6   | 4 | 1 | 3 | 0 | 2  | 1  | +1 |
| 3   | Sete de Setembro-AL | 5   | 4 | 1 | 2 | 1 | 2  | 3  | -1 |
| 4   | FF Sport Viçosense  | 5   | 4 | 1 | 2 | 1 | 3  | 5  | -2 |
| 5   | Penedense           | 3   | 4 | 1 | 0 | 3 | 2  | 2  | 0  |

|                     | CSE   | FFS   | PEN   | SST   | ZUM   |
| ------------------- | ----- | ----- | ----- | ----- | ----- |
| CSE                 | —     | 3 – 0 | 1 – 0 | –     | –     |
| FF Sport Viçosense  | –     | —     | –     | 1 – 1 | 1 – 1 |
| Penedense           | –     | 0 – 1 | —     | –     | 0 – 1 |
| Sete de Setembro-AL | 1 – 0 | –     | 0 – 2 | —     | –     |
| Zumbi               | 0 – 0 | –     | –     | 0 – 0 | —     |

|  |                     |  |        |  |                      |
|  | Vitória do Mandante |  | Empate |  | Vitória do Visitante |

#### Rodadas na liderança e Lanterna
Em negrito, os clubes que mais permaneceram na liderança.
| Liderança                 | Liderança          | Liderança          | Liderança          | Liderança |
| ------------------------- | ------------------ | ------------------ | ------------------ | --------- |
| 1                         | 2                  | 3                  | 4                  | 5         |
| CLUBE SOCIEDADE ESPORTIVA |                    |                    |                    |           |
| Lanterna                  |                    |                    |                    |           |
| 1                         | 2                  | 3                  | 4                  | 5         |
| FF SPORT VIÇOSENSE        | FF SPORT VIÇOSENSE | FF SPORT VIÇOSENSE | FF SPORT VIÇOSENSE | PEN       |

## Final
1º Jogo
| 19 de outubro de 2019 | Zumbi | 1 – 2 | CSE | Orlando de Barros |
| 15h00                 |       |       |     |                   |

2º Jogo
| 27 de outubro de 2019 | CSE | 2 – 2 | Zumbi | Juca Sampaio |
| 16h00                 |     |       |       |              |

## Premiação
| Vice Campeão: | Terceiro colocado:  | Quarto colocado:   | Quinto colocado: |
| ------------- | ------------------- | ------------------ | ---------------- |
| Zumbi         | Sete de Setembro-AL | FF Sport Viçosense | Penedense        |